# Desa Kopo (administrativ by i Indonesien, lat -6,99, long 107,54)
Desa Kopo är en administrativ by i Indonesien.   Den ligger i provinsen Jawa Barat, i den västra delen av landet, 120 km sydost om huvudstaden Jakarta.